# خايمي غارسيا
خايمي غارسيا (بالإسبانية: Jaime Rosón)‏ (و. 1993  م) هو راكب دراجة هوائية، من إسبانيا، ولد في مدريد.

## سباقات أو مراحل فاز بها
| التاريخ        | السباق                     | المركز                                            |
| -------------- | -------------------------- | ------------------------------------------------- |
| 23 أغسطس 2015  | يو إس إيه برو تشالنج 2015  | الثالث في تصنيف أفضل شاب                          |
| 15 مارس 2016   | تيرينو ادرياتيكو 2016      | الرابع في تصنيف أفضل شاب                          |
| 01 مايو 2016   | طواف تركيا 2016            | الثالث في تصنيف الجبال، التاسع في التصنيف العام   |
| 05 فبراير 2017 | نجم بسجس 2017              | المرتبة 14 في التصنيف العام                       |
| 01 أبريل 2017  | جائزة ميغيل إندوراين 2017  | المرتبة 12 في التصنيف العام                       |
| 23 أبريل 2017  | طواف كرواتيا 2017          | المركز الثاني                                     |
| 05 أغسطس 2017  | طواف برغش 2017             | الخامس في التصنيف العام                           |
| 04 فبراير 2018 | فولتا فالنسيا 2018         | الثامن في تصنيف أفضل شاب                          |
| 18 فبراير 2018 | فولتا الغارف 2018          | السادس في التصنيف العام                           |
| 13 مارس 2018   | تيرينو ادرياتيكو 2018      | الثاني في تصنيف أفضل شاب، الثامن في التصنيف العام |
| 06 مايو 2018   | طواف كوميونيداد مدريد 2018 | الفائز في ترتيب التسلق                            |

## روابط خارجية
- خايمي غارسيا على موقع الاتحاد الدولي للدراجات (الإنجليزية)
- خايمي غارسيا على موقع أرشيف الدراجات (الإنجليزية)
- خايمي غارسيا على موقع إحصائيات الدراجات الإحترافية (الإنجليزية)
- خايمي غارسيا على موقع نسبة الدراجات (الإنجليزية)
- خايمي غارسيا على موقع CycleBase (الإنجليزية)